# Amphionthe chiriquina
Amphionthe chiriquina är en skalbaggsart som beskrevs av Julien Achard 1913. Amphionthe chiriquina ingår i släktet Amphionthe och familjen långhorningar.
Artens utbredningsområde är Panama. Inga underarter finns listade i Catalogue of Life.